# کارولینا آدامچیک
کارولینا آدامچیک (لهستانی: Karolina Adamczyk؛ زادهٔ ۱۹۷۵) بازیگر اهل لهستان است.
از فیلم‌ها یا مجموعه‌های تلویزیونی که وی در آن‌ها نقش داشته‌است، می‌توان به طایفه، اجاره‌نشین‌ها، قانون حقیقی، خانه کشیش، ع چون عشق و عشق اول اشاره نمود.